# Serie 0201 a 0224 de CP
La Serie 0201 a 0224, igualmente conocida como Limpiacarriles, fue un tipo de locomotora-tanque de tracción a vapor, utilizada por la Compañía de los Caminhos de Ferro Portugueses.

## Historia
Esta serie de locomotoras fue construida por la casa alemana Henschel & Sohn en 1924, como parte de las Reparaciones de la Primera Guerra Mundial|reparaciones]] de la Primera Guerra Mundial.

## Características
Esta serie estaba compuesta por 24 locomotoras, con los números 0201 a 0224. Fueron las locomotoras con mayor esfuerzo de tracción en Portugal, siendo, por ese motivo, acuñadas como limpiacarriles. Fueron preparadas en origen para la tracción de convoyes de mercancías, con un gran esfuerzo y ruedas pequeñas, siendo este el tipo principal de servicios que realizaron en Portugal.

## Ficha técnica

### Características generales
- Tipo de locomotora: Tanque[1]
- Número de unidades construidas: 24 (0201 a 0224)[1]
- Fabricante: Henschel & Sohn[1]
- Entrada en servicio: 1924[1]